# Beratung von Odawara
Die Beratung von Odawara (jap. 小田原評定, Odawara hyōjō) ist eine Redewendung im Japanischen. Man bezeichnet damit eine Verhandlung, die sich so lange hinzieht, bis es zu spät ist.
Der historische Hintergrund ist Toyotomi Hideyoshis Belagerung von Odawara (südwestlich des heutigen Tōkyō) im Jahr 1590. Die Burg Odawara diente einem seiner Gegner, Hōjō Ujinao, als Hauptquartier. Als er die Nachricht von der anrückenden Armee bekam, rief Hōjō Ujinao eine Versammlung seiner Generäle und Berater ein, die debattieren sollte, ob man die Burg bis zum Ende halten oder mit Hideyoshi Verhandlungen aufnehmen sollte. Die Diskussion zog sich über Tage hin, bis es zu spät war und die Truppen Hideyoshis die Burg einschließen und nach sechsmonatiger Belagerung auch einnehmen konnten.